# کارلو پلاگاتی
کارلو پلاگاتی (انگلیسی: Carlo Pelagatti؛ زادهٔ ۸ ژانویهٔ ۱۹۸۹) بازیکن فوتبال اهل ایتالیا است.
از باشگاه‌هایی که در آن بازی کرده‌است می‌توان به باشگاه فوتبال آسکولی و باشگاه فوتبال اتلتیکو آرتزو اشاره کرد.